# Monda (psiquídeos)
Monda (Acrolophidae) é um gênero de mariposa pertencente à família Acrolophidae.